# Bataillon de tirailleurs malgaches (ancien régiment de tirailleurs malgaches)
Pour les articles homonymes, voir Bataillon de tirailleurs malgaches et Régiment de tirailleurs malgaches.
« 12e bataillon d'infanterie de marine » redirige ici. Pour les autres significations, voir 12e bataillon.
Le bataillon de tirailleurs malgaches (BTM) est une ancienne unité des troupes coloniales française, constituée de tirailleurs malgaches et servant au sein de la Colonie de Madagascar et dépendances. Il est issu du régiment de tirailleurs malgaches (RTM), formé en 1926 à partir du 2e régiment de tirailleurs malgaches.

## Création et différentes dénominations
- 1895 : formation du régiment de tirailleurs malgaches
- 1897 : transformation en 1er et 2e régiments de tirailleurs malgaches (1er et 2e RTM)
- 1926 : le 2e régiment de tirailleurs malgaches est renommé régiment de tirailleurs malgaches (RTM)
- 1937 : renommé bataillon de tirailleurs malgaches (BTM)
- 1939 : redevient RTM
- 1940 : redevient BTM
- 1942 : disparation au combat
- 1943 : formation du bataillon de tirailleurs malgaches de Fianarantsoa en avril, dissous en décembre
- 1944 : formation du 5e bataillon de tirailleurs malgaches
- 1946 : renommé BTM
- 1958 : devient 12e bataillon d'infanterie de marine (12e BIMa)
- 1962 : dissolution du 12e BIMa

## Historique

### Formation
La première unité appelée régiment de tirailleurs malgaches est formée en 1895 à partir du bataillon de tirailleurs malgaches de Diego-Suarez et devient 1er RTM en 1897 lorsque le 2e RTM est créé. Le 1er juin 1926, le 2e régiment de tirailleurs malgaches, portion centrale à Tamatave (aujourd'hui (Toamasina), est renommé régiment de tirailleurs malgaches, tandis que les 1er et 3e RTM deviennent respectivement 1er et 2e régiments mixtes malgaches à la même époque.
Le 1er juin 1937, par manque de ressources financières, le régiment de tirailleurs malgaches est réduit à un bataillon, sous le nom de bataillon de tirailleurs malgaches. En 1939, le BTM est stationné à Fianarantsoa et dans la région sud de l'île.

### Seconde Guerre mondiale
Après le déclenchement de la Seconde Guerre mondiale, le bataillon de tirailleurs malgaches redevient régiment le 2 septembre 1939, à deux bataillons. Le 1er avril 1940, le RTM reprend son nom et sa taille d'avant-guerre.
Après juin 1940, la colonie de Madagascar reste fidèle au gouvernement de Vichy. Engagé dans la bataille de Madagascar contre les Britanniques, le bataillon de tirailleurs malgaches a, en juillet 1942, une compagnie à Fianarantsoa, une à Fort-Dauphin (aujourd'hui Tôlanaro) et une à Tuléar. Il disparait à la fin des combats, le 5 novembre 1942.
L'unité est recréée le 1er avril 1943 sous le nom de bataillon de tirailleurs malgaches de Fianarantsoa,, renommé quatre jours plus tard 5e bataillon malgache selon certaines sources. Il est dissous le 1er décembre 1943,.

### Après 1945
Le 1er juillet 1944, le 5e bataillon malgache, ou 5e bataillon de tirailleurs malgaches, est recréé. Il est renommé bataillon de tirailleurs malgaches le 1er janvier 1946,. Il est alors stationné à Fort-Dauphin, Fianarantsoa, Tuléar et Ihosy. Il participe d'avril à juillet 1947 à la répression de l'insurrection malgache.
Le 1er décembre 1958, le BTM prend le nom de 12e bataillon d'infanterie de marine, dissous le 15 octobre 1962.

## Drapeau
Il porte l'inscription Madagascar 1895.